# Josip Kvesić
Josip Kvesić (* 21. September 1990 in Mostar) ist ein bosnisch-herzegowinischer Fußballspieler.

## Karriere

### Verein
Kvesić erlernte das Fußballspielen in der Nachwuchsabteilung von NK Široki Brijeg. 2008 wechselte er von hier aus zum slowenischen Verein MŠK Žilina. Hier spielte er eine Saison lang sowohl in der Nachwuchsabteilung als auch in sieben Ligaspielen für die Profimannschaft. Zur Saison 2009 wurde er vom kroatischen Verein NK Varaždin verpflichtet.
In der Sommertransferperiode 2013 kehrte er in seine Heimat zurück und begann für FK Željezničar Sarajevo zu spielen.
Zur Spielzeit 2015/16 wechselte er in die Türkei zum Süper-Lig-Verein Antalyaspor. Hier wurde er auf Anhieb Stammspieler. Für die Rückrunde der Saison 2015/16 lieh ihn sein Verein an den Zweitligisten Karşıyaka SK aus.

### Nationalmannschaft
Kvesić absolvierte in den Jahren 2010 bis 2012 elf Einsätze für die bosnische U-21-Nationalmannschaft.